# ستيفن بينار
ستيفن بينار (بالإنجليزية: Steven Pienaar)‏ لاعب كرة قدم جنوب أفريقي.

## مسيرته الكروية
لعب ستيفن بينار خلال مسيرته الاحترافية مع 7 أندية في واحد وعشرون موسمًا وسجل خلالها 41 هدفًا ضمن 362 مباراة. حيث فاز في موسمين بالكأس وفي موسمين بالدوري.
خاض ستيفن بينار مسيرته مع نادي أياكس كيب تاون في موسم 1999–00 ولمدة موسمين، مشاركًا في 24 مباراة سجل خلالها 6 أهداف. ثم انتقل إلى نادي أياكس أمستردام في موسم 2001–02 ليلعب معه خمسة مواسم، حيث شارك في 94 مباراة سجل خلالها 15 هدفًا. لينتقل بعدها إلى نادي بوروسيا دورتموند للفورميلا في موسم 2006–07 لمدة موسم واحد، مشاركًا في 25 مباراة ولم يسجل أي هدف. ثم انتقل إلى نادي إيفرتون في موسم 2007–08 في المرة الأولى ليلعب معه أربعة مواسم ثم في موسم 2011–12 ليلعب معه خمسة مواسم، مشاركًا طوالها في 188 مباراة سجل خلالها 20 هدف. هذا وانتقل لاحقًا إلى نادي توتنهام هوتسبير في موسم 2010–11 ولمدة موسمين، مشاركًا في 10 مباريات ولم يسجل أي هدف. ثم انتقل بعدها إلى نادي سندرلاند في موسم 2016–17 لمدة موسم واحد، مشاركًا في 15 مباراة ولم يسجل أي هدف أيضًا. ليعود وينتقل من جديد، لكن هذه المرة إلى نادي بيدفيست ويتس في موسم 2017–18 لمدة موسم واحد، مشاركًا في 6 مباريات ولم يسجل أي هدف أيضًا.

## روابط خارجية
- ستيفن بينار على موقع الاتحاد الدولي (مؤرشف)  (الإنجليزية)
- ستيفن بينار على موقع الاتحاد الأوربي (الإنجليزية)
- ستيفن بينار على موقع إي إس بي إن إف سي (الإنجليزية)
- ستيفن بينار على موقع قاعدة بيانات كرة القدم.إي يو (الإنجليزية)
- ستيفن بينار على موقع ليكيب (الفرنسية)
- ستيفن بينار على موقع ناشيونال فوتبول تيمز (الإنجليزية)
- ستيفن بينار على موقع Soccerbase.com (لاعب) (الإنجليزية)
- ستيفن بينار على موقع Soccerway.com (الإنجليزية)
- ستيفن بينار على موقع عالم كرة القدم.نت (الإنجليزية)
- ستيفن بينار على موقع كووورة